# Saint-Amant-Tallende
 Saint-Amant-Tallende  là một xã thuộc tỉnh Puy-de-Dôme trong vùng Auvergne-Rhône-Alpes miền trung nước Pháp. Xã này nằm ở khu vực có độ cao trung bình 450 mét trên mực nước biển.